# Camponotus lucayanus
Camponotus lucayanus é uma espécie de inseto do gênero Camponotus, pertencente à família Formicidae.